# Teatrologija
Teatrologija (iz starogrčkog. théatron - kazalište) je znanost koja se bavi proučavanjem povijest, teoriju, kritiku i metodologije scenske umjetnosti.
Proučava fenomene kazališta od antičkog doba do sadašnjice. Pri tome se bavi autorima, kazališnim djelima i izvedbama na pozornici.
Teatrologija se između ostalog djelomično preklapa književnim i medijskim znanostima.